# Qualificazioni al Campionato europeo maschile di pallacanestro 2013 - Gruppo F

## Classifica
| Team           | Pt | V - P | PF - PS   | DP   |
| -------------- | -- | ----- | --------- | ---- |
| 1. Italia      | 16 | 8 - 0 | 638 - 496 | +142 |
| 2. Turchia     | 13 | 5 - 3 | 617 - 568 | +49  |
| 3. Rep. Ceca   | 13 | 5 - 3 | 565 - 551 | +14  |
| 4. Bielorussia | 10 | 2 - 6 | 553 - 626 | -73  |
| 5. Portogallo  | 8  | 0 - 8 | 523 - 655 | -132 |

## Risultati
| Arbitri: | Tomasz Trawicki Lahdo Sharro Johannes Sarekoski |

|              |          |              |
| Kudraŭcaŭ 16 | Punti    | 16 Jelínek   |
| Kudraŭcaŭ 4  | Assist   | 9 Satoranský |
| Uljanko 9    | Rimbalzi | 9 Bartoň     |

| Arbitri: | Miguel Pérez Pérez David Chambon Siniša Herceg |

|                    |          |                     |
| Aradori 21         | Punti    | 9 Gomes             |
| cinque giocatori 3 | Assist   | 2 Minhava, Oliveira |
| Gallinari 9        | Rimbalzi | 8 Gomes             |

| Arbitri: | Antonio Conde Marek Ćmikiewicz Petar Obradović |

|            |          |              |
| Erden 20   | Punti    | 21 Kudraŭcaŭ |
| Preldžič 5 | Assist   | 5 Kudraŭcaŭ  |
| Erden 6    | Rimbalzi | 5 Uljanko    |

| Arbitri: | Christos Christodoulou Grzegorz Ziemblicki Anton Machlin |

|              |          |              |
| Houška 14    | Punti    | 13 Gallinari |
| Satoranský 5 | Assist   | 3 Gallinari  |
| Houška 8     | Rimbalzi | 8 Cinciarini |

| Arbitri: | Juan Arteaga Ilija Belošević Sreten Radović |

|                   |          |                      |
| Datome 23         | Punti    | 14 Preldžič, Karaman |
| Datome, Hackett 3 | Assist   | 4 Preldžič           |
| Gallinari 11      | Rimbalzi | 10 Erden             |

| Arbitri: | Dubravko Muhvić Francisco Araña Francis Santos |

|           |          |               |
| Silva 20  | Punti    | 18 Benda      |
| Barroso 5 | Assist   | 9 Satoranský  |
| Cunha 6   | Rimbalzi | 10 Satoranský |

| Arbitri: | Oļegs Latiševs Oliver Krause Roman Ponomarenko |

|                            |          |                 |
| Kudraŭcaŭ 19               | Punti    | 22 Datome       |
| Kudraŭcaŭ 5                | Assist   | 4 Cinciarini    |
| Trascinecki, Parachoŭski 5 | Rimbalzi | 6 Cusin, Datome |

| Arbitri: | Vicente Bultó Marko Juras Igor Dragojević |

|           |          |             |
| Erden 19  | Punti    | 19 Gomes    |
| Arslan 6  | Assist   | 3 Fernandes |
| Karaman 7 | Rimbalzi | 10 Fonseca  |

| Arbitri: | Robert Lottermoser Milan Mažić Tomislav Hordov |

|                     |          |                  |
| Satoranský 16       | Punti    | 13 Erden, Gönlüm |
| Benda, Satoranský 5 | Assist   | 6 Preldžič       |
| Benda 10            | Rimbalzi | 7 Erden          |

| Arbitri: | Daniel Hierrezuelo Keith Williams Csaba Cziffra |

|              |          |                |
| Fernandes 19 | Punti    | 19 Parachoŭski |
| Fernandes 4  | Assist   | 9 Kudraŭcaŭ    |
| Gomes 8      | Rimbalzi | 6 Kudraŭcaŭ    |

| Arbitri: | Srđan Dožai Igor Mitrovski Dragan Kralj |

|           |          |                       |
| Bartoň 23 | Punti    | 15 Parachoŭski        |
| Welsch 9  | Assist   | 6 Kudraŭcaŭ           |
| Bartoň 10 | Rimbalzi | 6 Parachoŭski, Koršuk |

| Arbitri: | Antonio Conde Nicolas Maestre Neil Wilkinson |

|                 |          |                     |
| Gomes 22        | Punti    | 18 Gallinari        |
| tre giocatori 3 | Assist   | 2 quattro giocatori |
| Gomes 10        | Rimbalzi | 6 Datome            |

| Arbitri: | Grzegorz Ziemblicki Mindaugas Večerskis Oskars Lucis |

|                           |          |            |
| Parachoŭski, Kudraŭcaŭ 18 | Punti    | 20 Erden   |
| tre giocatori 3           | Assist   | 8 Preldžič |
| Parachoŭski 6             | Rimbalzi | 9 Erden    |

| Arbitri: | Milivoje Jovčić Renaud Geller Barry Peters |

|              |          |          |
| Aradori 14   | Punti    | 12 Benda |
| Mancinelli 4 | Assist   | 5 Welsch |
| Aradori 6    | Rimbalzi | 9 Benda  |

| Arbitri: | Srđan Dožai Aleksandar Glišić Gili Cohen |

|          |          |                       |
| Erden 14 | Punti    | 19 Aradori, Gallinari |
| Arslan 5 | Assist   | 3 Cinciarini          |
| Erden 6  | Rimbalzi | 6 Gallinari           |

| Arbitri: | Matej Boltauzer Ingus Baumanis Miodrag Ličina |

|                   |          |             |
| Jelínek 25        | Punti    | 19 Santos   |
| Welsch, Pumprla 6 | Assist   | 7 Fernandes |
| Benda 6           | Rimbalzi | 8 Cunha     |

| Arbitri: | Oliver Krause Renaud Geller Marius Ciulin |

|                  |          |            |
| Fonseca 20       | Punti    | 21 Karaman |
| Fernandes 6      | Assist   | 4 Balbay   |
| Fonseca, Gomes 8 | Rimbalzi | 11 Karaman |

| Arbitri: | Robert Lottermoser Tomasz Trawicki Ognjen Jokić |

|              |          |                       |
| Gallinari 16 | Punti    | 12 Kudraŭcaŭ          |
| Cinciarini 4 | Assist   | 6 Stiggers            |
| Gallinari 12 | Rimbalzi | 5 Koršuk, Trascinecki |

| Arbitri: | Jurgis Laurinavičius Evgenij Vetrov Andris Aunkrogers |

|               |          |                 |
| Pustahvar 21  | Punti    | 22 Fonseca      |
| Kudraŭcaŭ 9   | Assist   | 10 Fernandes    |
| Parachoŭski 8 | Rimbalzi | 8 tre giocatori |

| Arbitri: | Damir Javor Milija Vojinović Tomislav Vovk |

|            |          |                 |
| Erden 21   | Punti    | 15 Satoranský   |
| Preldžič 6 | Assist   | 3 Pumprla       |
| Erden 11   | Rimbalzi | tre giocatori 6 |